# Stazzema
Stazzema là một đô thị ở tỉnh Lucca trong vùng Toscana, có cự ly khoảng 80 km về phía tây bắc của Florence và khoảng 25 km về phía tây bắc của Lucca. Tại thời điểm ngày 31 tháng 12 năm 2004, đô thị này có dân số 3.379 người và diện tích là 80,7 km².
Stazzema giáp các đô thị: Camaiore, Careggine, Massa, Molazzana, Pescaglia, Pietrasanta, Seravezza, Vagli Sotto, Vergemoli.

## Các làng
Stazzema has 15 hamlets (frazioni):

Arni, Cardoso, Farnocchia, Gallena, Sant'Anna, Levigliani, Mulina, Palagnana, Pomezzana, Pontestazzemese (seat of town hall), Pruno, Retignano, Ruosina, Terrinca and Volegno 